# Chartographa tigrinata
Chartographa tigrinata là một loài bướm đêm trong họ Geometridae.